# Bernard de Gothie
Pour les articles homonymes, voir Bernard II et Bernard de Poitiers.
Bernard de Gothie († après 879) est comte de Barcelone, de Gérone et marquis de Gothie de 865 à 878, comte de Poitiers de 866 à 877, de Bourges et d'Autun de 876 à 878.
Il est fils de Bernard le Poitevin, comte de Poitiers, et de Bilchide du Maine.

## Biographie
Il est cité pour la première fois le 22 avril 865 au plaid de Servais, présidé par le roi Charles le Chauve qui le nomme marquis de Gothie, région située autour de Narbonne et issue du morcellement de la Septimanie, l'autre fraction étant la marche d'Espagne ou comté de Barcelone. À la mort de Ramnulf Ier, il prend le contrôle du comté de Poitiers, mais il ne semble pas que sa prise de pouvoir ait été entérinée, ni par Charles le Chauve, roi des Francs Occidentaux, ni par son fils Louis II le Bègue,  roi  d'Aquitaine,.
À la cour du roi d'Aquitaine, il s'allie avec Bernard Plantevelue, comte d'Auvergne et de Toulouse et à Boson, comte d'Arles contre les autres factions de la cour. En 872, ils obligent le roi Louis le Bègue à congédier ses conseillers et à les nommer à leur place. Mais la mésentente s'installe entre les trois hommes, et le roi enlève le comté de Bourges à Boson pour le donner à Bernard de Gothie, puis à la mort d'Ecchard comte de Macon et d'Autun, donne à Bernard de Gothie le comté d'Autun, convoité par Bernard Plantevelue.
En 875, le roi Charles le Chauve est choisi comme empereur d'Occident et sacré à Rome. En 877, il est appelé par le pape Jean VIII qui est menacé par les Sarrasins. Charles se rend en Italie à la tête d'une armée, mais il est bloqué par son neveu Carloman qui veut l'empêcher de s'emparer de l'Italie. Charles envoie des messages dans son royaume pour obtenir des renforts, mais apprend en retour que les grands du royaumes se sont révoltés sous la conduite de Boson, d'Hugues l'Abbé, de Bernard Plantevelue et de Bernard de Gothie. Charles le Chauve meurt pendant son retour en France.
La mort de Charles le Chauve met fin aux raisons de la révolte et Hugues l'Abbé prend la place de principal conseiller de Louis II le Bègue, le nouveau roi. Mais Bernard de Gothie ne désarme pas, refuse de reconnaître le nouveau roi et se comporte en roi dans ses possessions. En 877, Hugues l'Abbé lui retire le comté de Poitiers, qu'il donne à Ramnulf II, le fils de Ramnulf Ier. Bernard se révolte, mais est excommunié en 878 par le pape Jean VIII lors du concile de Troyes. Il est ensuite battu par Plantevelue et ses possessions sont partagées entre plusieurs nobles,. Il continue la lutte depuis sa ville d'Autun, mais celle-ci est prise au printemps de l'année 879. Lorsque Boson se proclame roi en Provence, il semble avoir défendu Mâcon contre les rois Louis III et Carloman II, mais ceux-ci prennent la ville durant l'été 880,. On ignore ce qu'il devient ensuite mais on émet l'hypothèse qu'il serait mort après 890, voire 900[réf. nécessaire].

## Sainte Solange
Selon la légende, il aurait tué Solange de Bourges, qui se serait refusée à lui, vers 878. Cette martyre de la pureté deviendra ainsi sainte patronne du Berry.